# Wassili Lwowitsch Priklonski

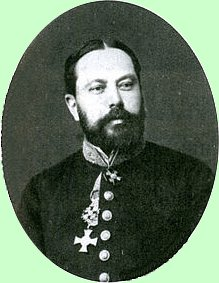
Wassili Lwowitsch Priklonski

Wassili Lwowitsch Priklonski (russisch Василий Львович Приклонский; * 1852; † 1899 in St. Petersburg) war ein russischer Jurist, Staatsbeamter, Ethnograph und Erforscher Jakutiens.

## Leben
Priklonski schloss das Studium an  der Universität Moskau 1876 als Jurist ab und arbeitete dort als Privatdozent.
1881 bekam Priklonksi vom Generalgouverneur Ostsibiriens Dmitri Gawrilowitsch Anutschin die Stelle des Vizegouverneurs der Oblast Jakutsk angeboten. Im Oktober 1881 kam Priklonski nach Jakutsk. Er unternahm eine Reise in den Werchojansk- und Kolyma-Bezirk und sammelte ethnographisches Material bei den Jakuten, Aleuten, den Tschuktschen und den anderen Völkern des Nordens, wobei die Jakuten im Mittelpunkt seines Interesses standen. Einer seiner Forschungsschwerpunkte war der Schamanismus. Vom Innenministerium wurde er zum Mitglied des Rats der Hauptverwaltung Ostsibiriens ernannt mit Befreiung von seinen bisherigen Dienstverpflichtungen. Er reiste nach Irkutsk und wurde Geschäftsführer der 2. Abteilung der Verwaltung Ostsibiriens. 1884 übergab er seine ethnographische Sammlung dem Irkutsker Bezirksmuseum. 1887 wurde er Beamter für besondere Aufträge beim Irkutsker Generalgouverneur, Direktor des Irkutsker Gouvernementskuratoriums für die Gefängnisse und Zensor der Zeitung Wostotschnoje Obosrenie. Im gleichen Jahr wurde er in die Oblaste Transbaikalien, Amur, Primorsk und auf die Insel Sachalin geschickt, um den ersten Jahresbericht über alle Lager der Katorga-Häftlinge zu erstellen. 1893 veröffentlichte er Materialien zur Bibliografie der Oblast Jakutsk als Beilage der Zeitung Wostotschnoje Obosrenie.
1896 wurde Priklonski als Nachfolger Leonid Konstantinowitsch Teljakowskis zum amtierenden Gouverneur des Gouvernements Jenisseisk ernannt. Im gleichen Jahr veröffentlichte er mit Hilfe des Kaufmanns Gennadi Wassiljewitsch Judin als Ergebnis seiner Studien eine Chronik des Jakutsker Gebiets. Im Dezember 1898 bat er aus Gesundheitsgründen um Versetzung in ein südlicheres Gouvernement und kehrte nach St. Petersburg zurück. Sein Nachfolger war Konstantin Nikolajewitsch Swetlizki.

## Ehrungen
- Goldmedaille der Russischen Geographischen Gesellschaft
- Preußischer Königlicher Kronen-Orden II. Klasse